# Get Some
Get Some je debitantski studijski album američkog sastava Snot. Objavljen je 27. svibnja 1997. pod izdavačkom kućom Geffen Records. 
To je ujedno i njihov jedini album koji je snimljen s Lynnom Straitom, prije nego što je 11. prosinca 1998. poginuo u prometnoj nesreći. Album je producirao T-Ray, koji je surađivao i sa sastavima Helmet i House of Pain. 

## Popis pjesama
1. "Snot" - 3:23
2. "Stoopid" - 3:53
3. "Joy Ride" - 2:26
4. "The Box" - 3:25
5. "Snooze Button" - 4:17
6. "313" - 2:25
7. "Get Some" - 4:56
8. "Deadfall" - 2:19
9. "I Jus' Lie" - 3:34
10. "Get Some O' Deez" - 0:58
11. "Unplugged" - 4:11
12. "Tecato" - 4:30
13. "Mr. Brett" feat. Theo Kogan - 2:13
14. "Get Some Keez" - 2:46
15. "My Balls" - 2:58